# La Progression Aquitaine
La Progression Aquitaine (The Aquitaine Progression) est un roman d'espionnage de l'écrivain américain Robert Ludlum publié en 1984 aux États-Unis.
La traduction en français paraît la même année en France.

## Résumé
Joël Converse avocat d'affaires international et ancien pilote de la marine lors de la guerre du Viêt Nam, est choisi par un mystérieux personnage pour trouver des preuves contre un complot nommé Aquitaine.
Ce complot, à l'instigation du général américain Delavane, ancien seigneur de la guerre de Saïgon, rassemble d'anciens généraux allemand, français, sud-africain et israélien qui veulent semer le chaos sur Terre pour prendre le pouvoir.
Converse, qui déteste Delavane pour des raisons personnelles, se retrouve au cœur d'une chasse à l'homme internationale, accusé d'être un tueur psychopathe. Seule la femme qu'il a aimée refuse à le croire fou.